# Leone Di Lernia e la sua "New Rock Band" (1981)
Leone Di Lernia e la sua new rock band è un album del 1981 di Leone Di Lernia ancora accompagnato dalla "New Rock Band".

## Tracce
LATO A) :
- Piccolina piccolina
- Tocca me che tocco te
- Mimì scazzamupede
- Sereine du mare
- Nan vogghie fatighè
- Piccolina piccolina (versione pugliese)

LATO B) :
- Cincilluzzo
- Superpuglia
- Ma stufate
- Sandanicola
- U chiengeleuse
- U cardille ngrate